# Mérenvielle
Mérenvielle település Franciaországban, Haute-Garonne megyében. Lakosainak száma 480 fő (2022. január 1.). Mérenvielle Lasserre-Pradère, Léguevin, L’Isle-Jourdain, Pujaudran és Ségoufielle községekkel határos.

## Népesség
A település népességének változása:
| Lakosok száma | 151  | 204  | 223  | 457  | 472  | 485  | 486  | 490  | 491  | 480  |
|               | 1968 | 1982 | 1990 | 2006 | 2013 | 2015 | 2017 | 2019 | 2020 | 2022 |